# Грабен-Нойдорф
Грабен-Нойдорф (нім. Graben-Neudorf) — громада в Німеччині, знаходиться в землі Баден-Вюртемберг. Підпорядковується адміністративному округу Карлсруе. Входить до складу району Карлсруе.
Площа — 28,80 км2. Населення становить 12 248 ос. (станом на 31 грудня 2020).